# Fredrik Lestrup

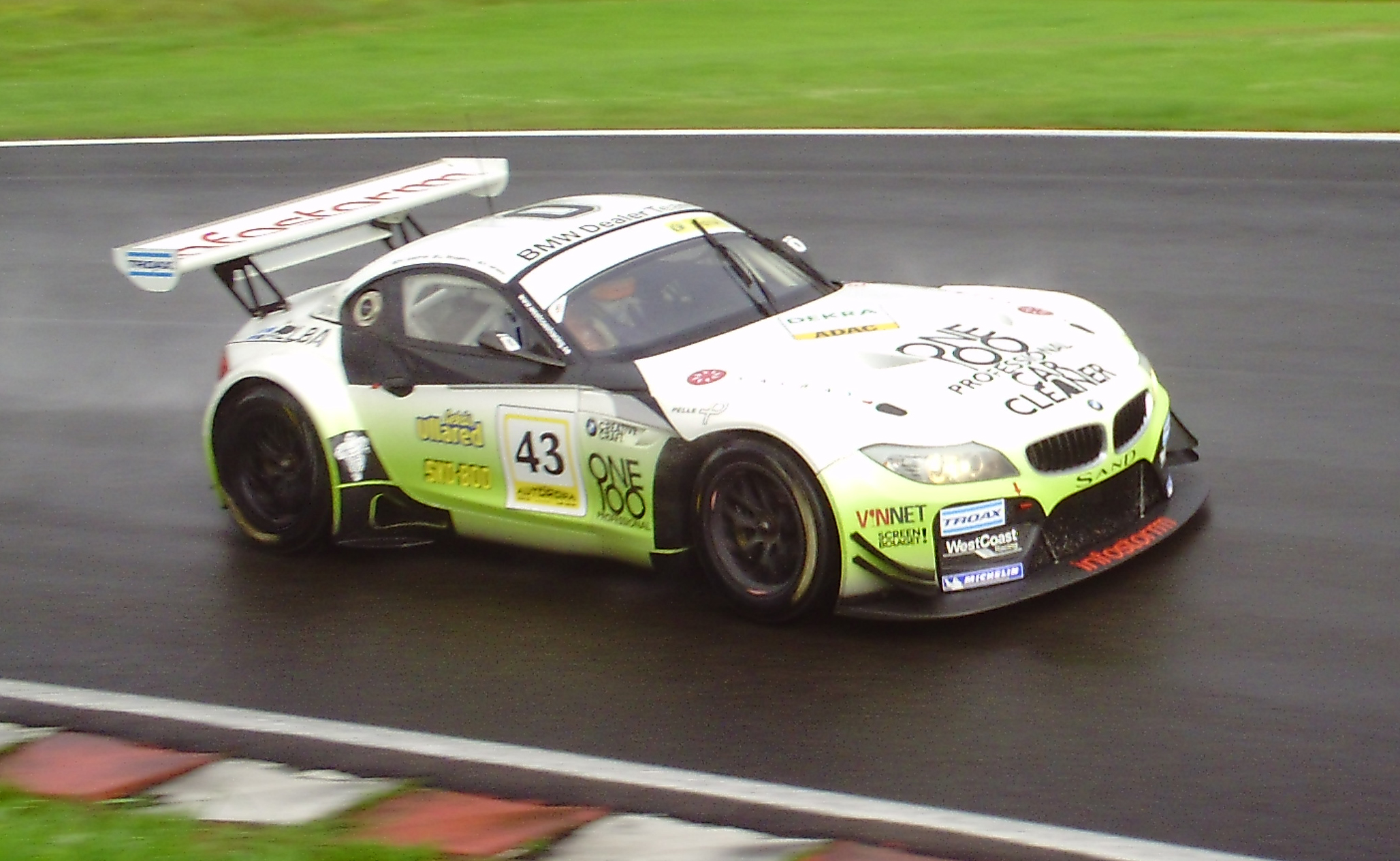
Der von Fredrik Lestrup 2011 in der Swedish GT Series gefahrene BMW Z4 GT3

Fredrik Lestrup (* 11. Juli 1984) ist ein ehemaliger schwedischer Automobilrennfahrer.

## Karriere
Fredrik Lestrup sammelte seine ersten Motorsporterfahrungen 2002 und 2003 im Markenpokal Volvo S40 Challenge Schweden. Dort erreichte er 2003 den neunten Rang im Gesamtklassement. 2004 wechselte er für eine Saison in den Kartsport und fuhr in der ICA-Wertung der Schwedischen Kartmeisterschaft.
2005 und 2006 ging er in der schwedischen Junior Tourenwagen-Meisterschaft (JTCC) an den Start und erzielte in seinem zweiten Jahr in der Serie mit dem vierten Platz sein bestes Gesamtergebnis. In der Saison 2007 fuhr er mit einem BMW 320i in der Schwedischen Tourenwagen-Meisterschaft (STCC) und belegte am Ende den 17. Gesamtrang.
Von 2008 bis 2011 startete er in der Mini Challenge Deutschland. In der letzten Saison wurde er Gesamt-Dritter und erreichte sein bestes Ergebnis in der Marken-Rennserie.
In der Swedish GT Series trat er für das Team WestCoast Racing mit einem BMW Z4 GT3 von 2010 bis 2012 in der GTA/GT3-Cup-Wertung an. In beiden Jahren 2011 und 2012 gewann er den Meistertitel in seiner Wertung.
2011 und 2012 ging er ebenfalls für WestCoast Racing mit einem BMW Z4 GT3 in der ADAC GT Masters an den Start. Im ersten Jahr startete er nur in vier Rennen und im zweiten Jahr fuhr er fast die komplette Saison – wurde jedoch mit einem Punkt nur 40. im Gesamtklassement.
2014 trat er für eine Saison mit einem Holden Commodore VE in der australischen V8 Supercar-Meisterschaft an und wurde zum Jahresende 27.
Danach kehrte er nach Europa zurück und fuhr mit einem Mini John Cooper Works für das Belsaplast Racing Team 2015 in der Division 1 der ADAC-Procar-Serie und 2016 in der Superproduction-Klasse des nachfolgenden Deutschen Tourenwagen Cups (DTC). 2015 gewann er den Meistertitel und ein Jahr später den Vize-Meistertitel.
Fredrik Lestrup bestritt in seiner Laufbahn erfolgreich mehrere Langstreckenrennen. Von 2011 bis 2014 und 2017 startete er beim 24-Stunden-Rennen auf dem Nürburgring. Dort gewann er mit einem Audi TT RS des Belsaplast Racing Team in der SP4T-Wertung 2012 den zweiten Platz in der Klasse und 2014 den Klassensieg. 2017 wurde er mit einem Mini John Cooper Works Zweiter in der SP2T-Wertung.
Beim 24-Stunden-Rennen von Barcelona ging er für das Belsaplast Racing Team 2012 und 2013 mit einem Mini Cooper S in der A2-Klasse an den Start und gewann jeweils den Klassentitel.
Das 24-Stunden-Rennen von Dubai beendete er 2015 mit einem Mini Cooper S auf dem 2. Platz in der A2-Wertung. 2019 konnte er das Langstreckenrennen für das Team MRS GT-Racing auf einem BMW M4 GT4 mit dem GT4-Klassensieg beenden.